# Дружинин, Владимир Николаевич (Герой Советского Союза)
Владимир Николаевич Дружинин (25 декабря 1907, Москва, Российская империя — 20 августа 1976, Киев, Украинская ССР) — один из руководителей партизанского движения в Великой Отечественной войне, Герой Советского Союза, комиссар Черниговско-Волынского партизанского соединения. Украинский советский партийный и государственный деятель, председатель Крымского облисполкома (1959—1965).

## Биография
Родился в семье рабочего. Русский. Член ВКП(б)/КПСС с 1926 года.
Восьмилетним мальчиком остался сиротой и был направлен в детский приют, где прожил до 1923 года, сначала в Москве, потом в Курске и Путивле (Сумская область). В возрасте пятнадцати лет вступил в комсомол. В 1923 году комсомольской организацией был направлен на работу на шахты Донбасса. Был коногоном, потом откатчиком. В 1926 году возвратился в Путивль, находился на комсомольской работе. В 1930 году переведен на партийную работу сначала в Сумскую, а затем в Черниговскую области. В 1940 год—1941 годах — второй секретарь Тернопольского областного комитета КП(б) Украинской ССР.
В начале войны был назначен старшим инструктором политотдела стрелковой дивизии. В сентябре 1941 года дивизия в составе киевской группы войск попала в окружение. По предложению Дружинина работники штаба дивизии уничтожили документы и решили прорвать кольцо окружения в районе лесов Черниговской и Сумской областей, чтобы соединиться с частями Красной Армии. После 20 дней поисков выхода из вражеского кольца к линии фронта — группа военных во главе с В. Н. Дружининым 16 октября 1941 года встретила Черниговский партизанский отряд под командованием Н. Н. Попудренко. В партизанском отряде В. Н. Дружинина назначили комиссаром кавалерийской группы. 28 июля 1942 года, когда создавалось соединение партизанских отрядов Черниговщины, командиром соединения был назначен А. Ф. Фёдоров, комиссаром — В. Н. Дружинин.
Являлся членом Черниговского (1942—1943) и Волынского (1943—1944) подпольных областных комитетов КП(б) Украинской ССР.
Указом Президиума Верховного Совета СССР «О присвоении звания Героя Советского Союза украинским партизанам» от 4 января 1944 года за «образцовое выполнение боевых заданий командования в борьбе против немецко-фашистских захватчиков в тылу противника, и проявленные при этом отвагу и геройство и за особые заслуги в развитии партизанского движения на Украине» удостоен звания Героя Советского Союза с вручением ордена Ленина и медали «Золотая Звезда» (№ 2884).
После реформирования партизанского соединения в мае 1944 года — на партийной работе:
- 1944—1948 гг. — второй секретарь Тернопольского областного комитета КП(б) Украинской ССР,
- 1948—1951 гг. — первый секретарь Тернопольского областного комитета КП(б) Украинской ССР,
- 1951 г. — инспектор ЦК КП(б) Украинской ССР,
- 1951—1954 гг. — партийный организатор ЦК ВКП(б), секретарь комитета КПСС строительства Каховской ГЭС[3],
- 1954—1956 гг. — первый секретарь Херсонского областного комитета КП Украинской ССР,
- 1956—1959 гг. — первый секретарь Дрогобычского областного комитета КП Украинской ССР,
- май-октябрь 1959 г. — инспектор ЦК КП Украинской ССР,
- 1959—1963 гг. — председатель исполнительного комитета Крымского областного Совета,
- 1963—1964 гг. — председатель исполнительного комитета Крымского промышленного областного Совета.

Постановлением Госсовета ПНР от 17.01.1964 за номером 0/27 был удостоен Креста Грюнвальда II степени.
- 1964—1965 гг. — председатель исполнительного комитета Крымского областного Совета,
- 1965—1967 гг. — заместитель министра пищевой промышленности Украинской ССР,
- 1967—1973 гг. — первый заместитель министра пищевой промышленности Украинской ССР.

С 1973 г. — директор Института повышения квалификации руководящих работников и специалистов пищевой промышленности УССР.
Похоронен в Киеве на Байковом кладбище.

## Награды и звания
Награждён тремя орденами Ленина, орденами Октябрьской Революции, Красного Знамени, Отечественной войны 1-й степени, двумя орденами Трудового Красного Знамени, орденом Красной Звезды и многими медалями.